# Woodland (Utah)
Woodland – jednostka osadnicza w Stanach Zjednoczonych, w stanie Utah, w hrabstwie Summit.